# ليون رينارد
ليون رينارد هو سياسي فرنسي، ولد في 16 مارس 1836 في فالنسيان في فرنسا، وتوفي بنفس المكان في 5 يناير 1916. نشط حزبياً في Appel au peuple ‏. وقد انتخب نائب فرنسي.